# ナーガ

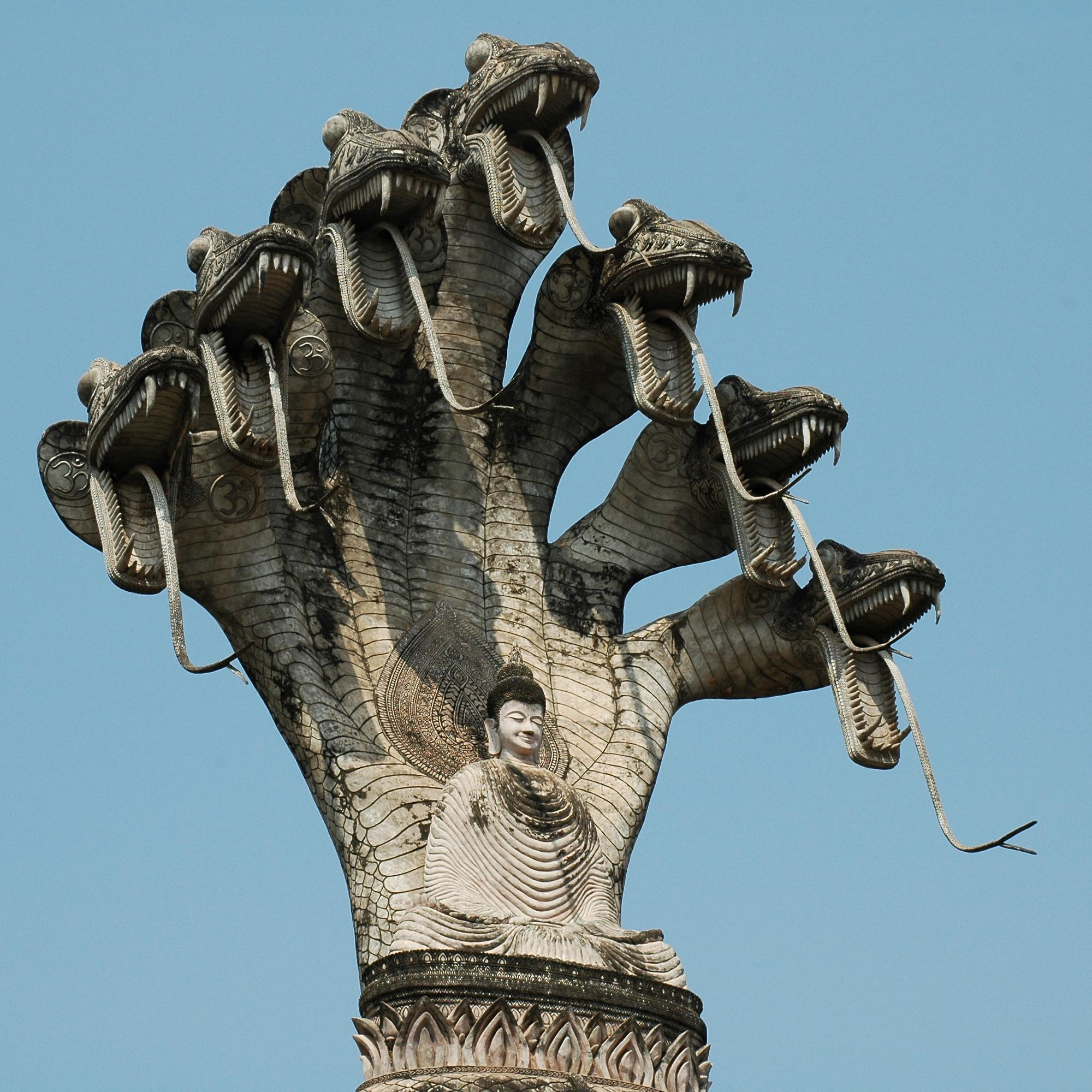
タイの公園の像。ナーガに守られたブッダ。

ナーガ (नाग, Nāga) は、インド神話に起源を持つ、蛇の精霊あるいは蛇神のことである。

## 概説
上半身を人間の姿で表し、下半身を蛇として描く構図を用いる例もあるようだが、一般的なものではなく、経典等の記述においては、コブラなかんずくインドコブラ自体の容姿を思わせる記述としてあり、インドや南伝仏教圏においては純粋に蛇として描かれることの方が多い。東南アジアのインド文化圏では、頭が7つある姿が多い。

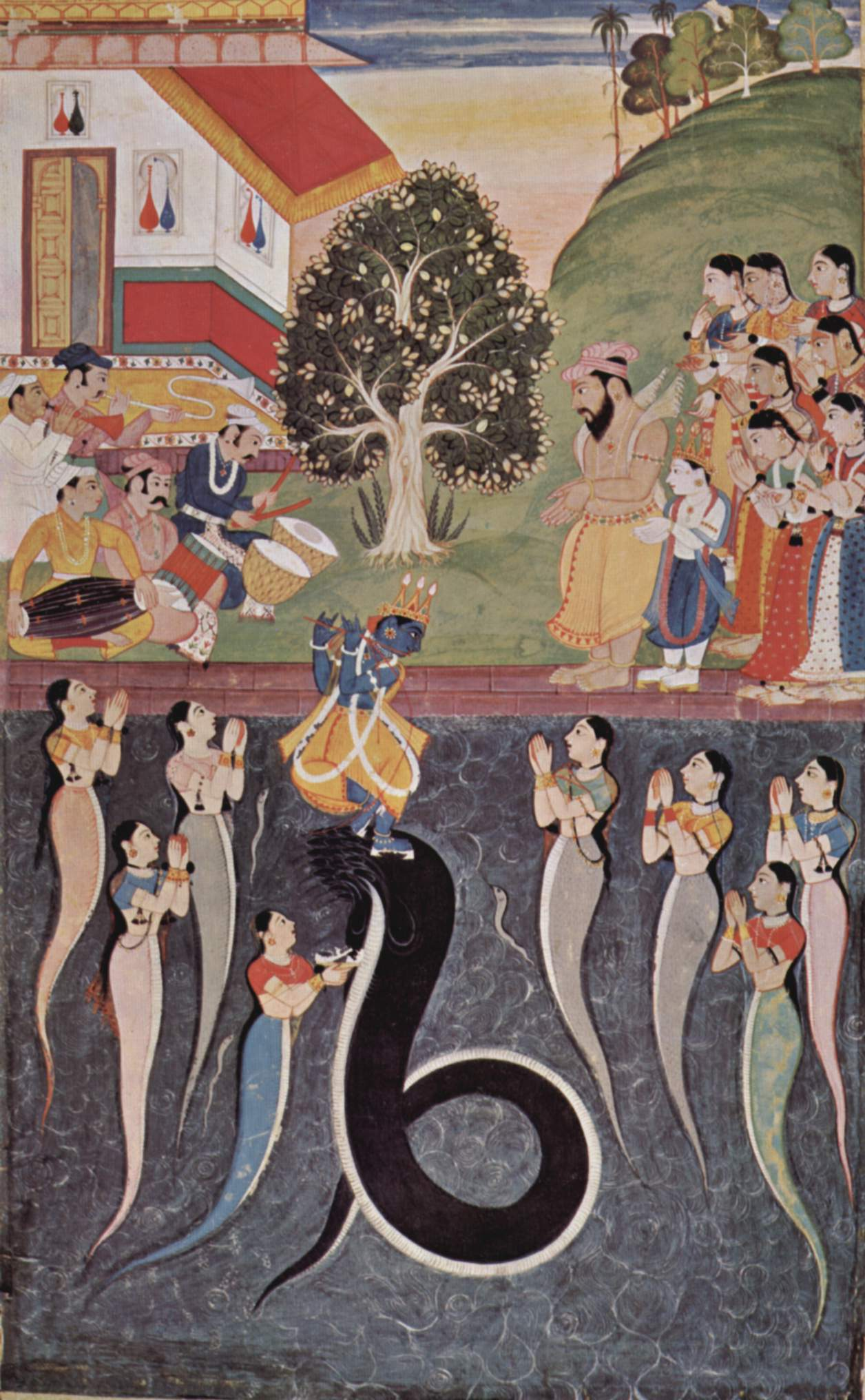
インドの細密画に描かれたナーガ

釈迦が悟りを開く時に守護したとされ、仏教に竜王として取り入れられて以来、仏法の守護神となっている。特に法華経の会座に列した八大竜王は有名で、その多くがもとはインド神話でも有名なナーガの王（ナーガラージャ　Nāga-rāja）であった。天気を制御する力を持ち、怒ると旱魃に、宥められると雨を降らす。天候に関して責任感も持っているので、自身の感情を抑えたりもする。チベットでは、樹の枝にも棲むとされている吉兆である。
元来コブラを神格化した蛇神であったはずだが、コブラの存在しない中国においては漢訳経典において「竜」と翻訳され、中国に元来からあった龍信仰と習合し、日本にもその形式で伝わっている（龍神）。
ナーガは英語で蛇を意味する「スネイク（snake）」と、語源上の繋がりがあるとする説もある。